# Équipe du Canada de hockey sur glace au Championnat du monde junior 2010
 (janvier 2025).
L'Équipe du Canada de hockey sur glace remporte la médaille d'argent au Championnat du monde junior de hockey sur glace 2010.

## Contexte
Le championnat du monde junior 2010 est disputé entre le 26 décembre 2009 et le 5 janvier 2010 à Saskatoon au Canada.

## Alignement

### Joueurs
| Numéro | Nom                   | Position  | Date de naissance | Équipe                         | PJ | B | A | Pts | Pun | Participation |
| ------ | --------------------- | --------- | ----------------- | ------------------------------ | -- | - | - | --- | --- | ------------- |
| 2      | Teubert, Colten       | Défenseur | 8 mars 1990       | Pats de Regina                 | 6  | 0 | 1 | 1   | 0   | 2e            |
| 3      | Hamonic, Travis       | Défenseur | 16 août 1990      | Warriors de Moose Jaw          | 6  | 1 | 2 | 3   | 0   | 1re           |
| 4      | Hall, Taylor          | Attaquant | 14 novembre 1991  | Spitfires de Windsor           | 6  | 6 | 6 | 12  | 0   | 1re           |
| 5      | Scandella, Marco      | Défenseur | 23 février 1990   | Foreurs de Val d'Or            | 6  | 1 | 2 | 3   | 2   | 1re           |
| 6      | Ellis, Ryan           | Défenseur | 3 janvier 1991    | Spitfires de Windsor           | 6  | 1 | 7 | 8   | 2   | 2e            |
| 7      | Bourque, Gabriel      | Attaquant | 23 septembre 1990 | Drakkar de Baie-Comeau         | 6  | 3 | 6 | 9   | 4   | 1re           |
| 9      | Kadri, Nazem          | Attaquant | 6 octobre 1990    | Knights de London              | 6  | 3 | 5 | 8   | 14  | 1re           |
| 10     | Schenn, Brayden       | Attaquant | 22 août 1991      | Wheat Kings de Brandon         | 6  | 2 | 6 | 8   | 4   | 1re           |
| 12     | Henrique, Adam        | Attaquant | 6 février 1990    | Spitfires de Windsor           | 6  | 1 | 0 | 1   | 2   | 1re           |
| 14     | Eberle, Jordan (A)    | Attaquant | 15 mai 1990       | Pats de Regina                 | 6  | 5 | 8 | 13  | 4   | 2e            |
| 15     | McMillan, Brandon     | Attaquant | 22 mars 1990      | Rockets de Kelowna             | 6  | 4 | 4 | 8   | 0   | 1re           |
| 16     | Nemisz, Greg          | Attaquant | 5 juin 1990       | Spitfires de Windsor           | 6  | 1 | 0 | 1   | 0   | 1re           |
| 17     | Kozun, Brandon        | Attaquant | 8 mars 1990       | Hitmen de Calgary              | 6  | 3 | 4 | 7   | 0   | 1re           |
| 19     | Della Rovere, Stefan  | Attaquant | 25 février 1990   | Colts de Barrie                | 6  | 3 | 3 | 6   | 8   | 2e            |
| 20     | Adam, Luke            | Attaquant | 18 juin 1990      | Screaming Eagles du Cap-Breton | 6  | 4 | 4 | 8   | 8   | 1re           |
| 22     | Cowen, Jared          | Défenseur | 25 janvier 1991   | Chiefs de Spokane              | 6  | 0 | 1 | 1   | 2   | 1re           |
| 24     | de Haan, Calvin       | Défenseur | 9 mai 1991        | Generals d'Oshawa              | 4  | 0 | 1 | 1   | 0   | 1re           |
| 26     | Caron, Jordan         | Attaquant | 2 novembre 1990   | Océanic de Rimouski            | 6  | 0 | 4 | 4   | 6   | 1re           |
| 27     | Pietrangelo, Alex (A) | Défenseur | 18 janvier 1990   | Blues de Saint-Louis           | 6  | 3 | 9 | 12  | 14  | 2e            |
| 28     | Cormier, Patrice (C)  | Attaquant | 14 juin 1990      | Océanic de Rimouski            | 6  | 2 | 3 | 5   | 4   | 2e            |

### Gardiens de but
| Numéro | Nom           | Date de naissance | Équipe              | PJ | V | D | Min | BC | Moy  | Bl | A | Pts | Pun | Participation |
| ------ | ------------- | ----------------- | ------------------- | -- | - | - | --- | -- | ---- | -- | - | --- | --- | ------------- |
| 1      | Allen, Jake   | 7 août 1990       | Juniors de Montréal | 5  | 2 | 2 | 291 | 10 | 2,06 | 2  | 0 | 0   | 0   | 1re           |
| 31     | Jones, Martin | 10 janvier 1990   | Hitmen de Calgary   | 2  | 0 | 1 | 78  | 3  | 2,3  | 0  | 0 | 0   | 0   | 1re           |

### Entraîneurs
| Poste                | Nom                | Équipe                              |
| -------------------- | ------------------ | ----------------------------------- |
| Entraîneur-chef      | Desjardins, Willie | Tigers de Medicine Hat              |
| Assistant entraîneur | Cameron, Dave      | St. Michael's Majors de Mississauga |
| Assistant entraîneur | Spott, Steve       | Rangers de Kitchener                |
| Assistant entraîneur | Tourigny, André    | Huskies de Rouyn-Noranda            |
| Assistant entraîneur | Tugnutt, Ron       | Generals d'Oshawa                   |

## Résultat
- Classement final au terme du tournoi[2] :  Médaille d'argent
- Jordan Eberle et Alex Pietrangelo sont nommés sur l'équipe d'étoiles du tournoi[3]
- Jordan Eberle est nommé meilleur attaquant ainsi que joueur le plus utile à son équipe lors du tournoi – MVP tandis qu'Alex Pietrangelo est nommé meilleur défenseur[4]
- Gabriel Bourque égala le record de points (7) en une partie de l'équipe canadienne, rejoignant Dave Andreychuk et Mike Cammalleri[5].